# Juankoski
Juankoski est une ancienne ville du centre-est de la Finlande, dans la région de Savonie du Nord.
Elle a fusionné le 1er janvier 2017 avec la ville de Kuopio.

## Histoire
La première mention du lieu date du Traité de Teusina entre la Suède et la Russie en 1595. On y trouvait en effet une borne frontière. Quelques années plus tard, la Suède repousse la frontière vers l'est et la borne ne marque plus que la limite entre la Savonie et la Carélie.
Une fonderie de minerai de fer s'y installe en 1746. La vocation industrielle de la ville date de cette époque et ne s'est jamais démentie depuis. Juankoski reste cependant une ville industrielle miniature, comptant juste 2 000 habitants à l'aube de la Guerre d'Hiver.
La commune s'est fortement agrandie en 1971, en fusionnant avec ses voisines Säyneinen et Muuruvesi. Elle a été proclamée ville le 28 février 1998.
Aujourd'hui, deux petites usines liées à l'industrie du papier ont pris le relais de la fonderie, et ne suffisent pas à donner du travail à tous les habitants qui s'en vont chercher un avenir meilleur dans les grandes villes.

## Géographie
La commune est assez petite dans une région de municipalités généralement étendues. 20 % de sa superficie est couverte par les lacs.
La ville est construite logiquement à l'endroit où le lac Vuotjärvi se déverse dans le lac Muuruvesi, un satellite du Kallavesi. En effet, le dénivelé de 13 mètres en quelques centaines de mètres fournissait l'énergie et était un emplacement idéal pour installer un centre industriel.
Les municipalités voisines sont Kaavi à l'est, Tuusniemi au sud, Kuopio au sud-ouest (60 km de centre à centre), Nilsiä à l'ouest, Rautavaara au nord et enfin Juuka à l'est (Carélie du Nord).

## Démographie
Depuis 1980, l'évolution démographique de Juankoski est la suivante :
| Année      | 1980  | 1985  | 1990  | 1995  | 2000  | 2005  | 2010  |
| ---------- | ----- | ----- | ----- | ----- | ----- | ----- | ----- |
| population | 6 989 | 6 850 | 6 580 | 6 290 | 5 892 | 5 583 | 5 170 |

## Jumelages
- Csepel (Hongrie)
- Pryaja (Russie)
- Viiratsi (Estonie)